# Puerto Vilelas

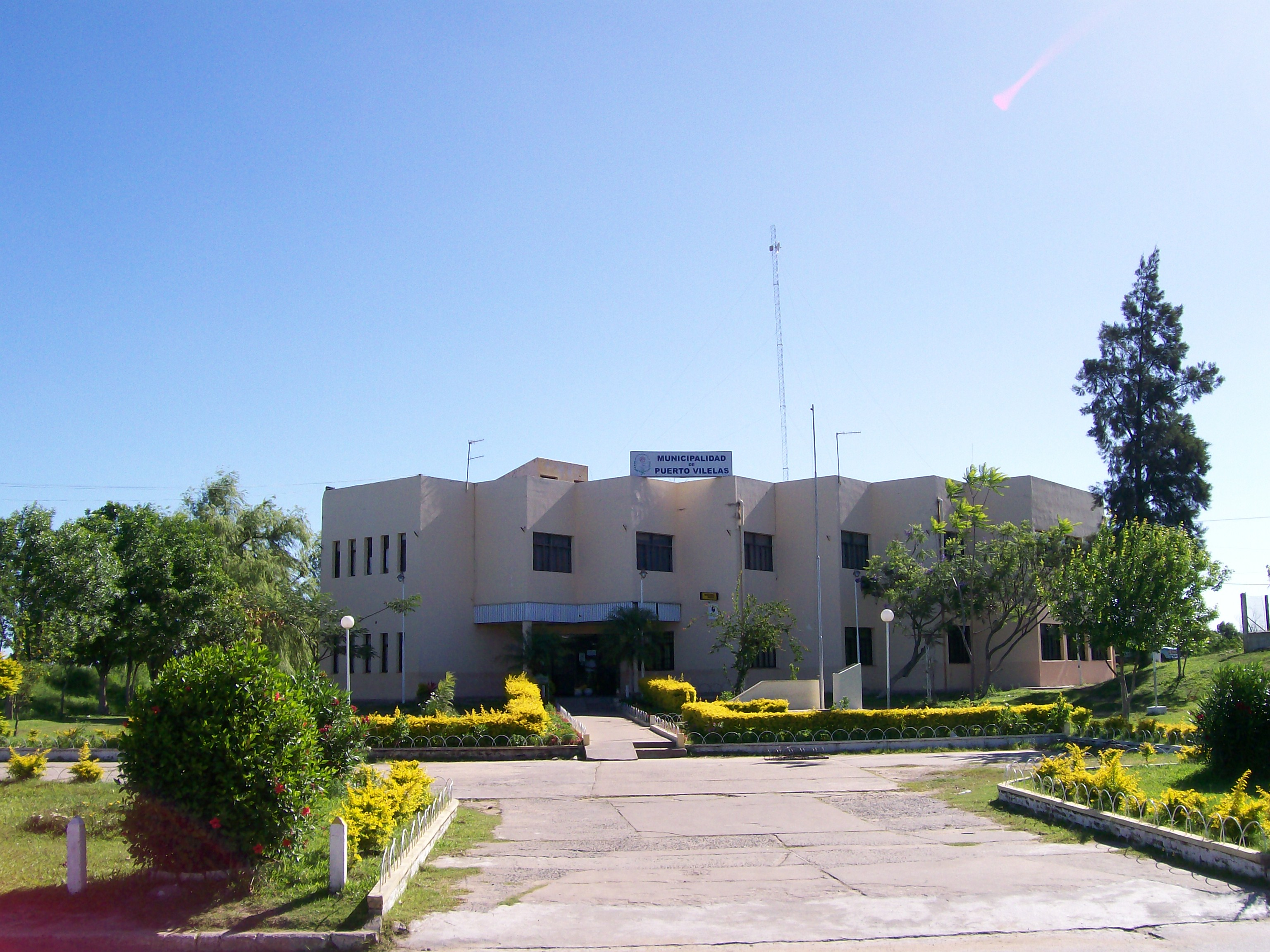
Sede de la Municipalidad de Puerto Vilelas.

Puerto Vilelas —usualmente abreviado como Vilelas— es una ciudad de la provincia del Chaco, Argentina, ubicada sobre la margen derecha del riacho Barranqueras, un brazo del río Paraná. Se encuentra a 10 km de la ciudad de Resistencia y a 2 kilómetros de Barranqueras, a las cuales está unida por una urbanización continua en el denominado Gran Resistencia.
Se formó en torno a la fábrica de tanino que sobrevivió hasta los años 1950; no obstante otras industrias ya habían tomado su lugar como principal actividad del pueblo atraídas por la comunicación férrea y fluvial, que a diferencia del puerto de Barranqueras constituía una serie de muelles privados. A medida que crecían Vilelas, Barranqueras y Resistencia la urbanización se extendió hacia el este; la combinación del crecimiento edilicio con el decaimiento de las actividades industriales la transformó en una pequeña ciudad dormitorio del Gran Resistencia.
En 1959 Vilelas dejó de depender del municipio de Resistencia al crearse se municipalidad, que abarca además del poblado tierras al sur de la localidad que ocupan en su mayor parte lo que se conoce como Bajos del Tacuarí. En esta área rural se encuentran el balneario de Villa Paranacito, y las localidades de Colonia Tacuarí e Isla Soto.

## Toponimia
El nombre evoca al grupo aborigen de los lules-vilelas, originarios de la zona de Tucumán que empujados por los españoles terminaron asentándose a fines del siglo XIX sobre la costa del río Paraná. Antes se conocía como Barranquitas, por su cercanía con Barranqueras.

## Historia
Un informe de 1945 del gobernador del Chaco sostiene que la localidad fue fundada en 1916 por Gaspar de Nicola, al ser aceptada por el municipio de Resistencia la propuesta de loteo en tierras que le pertenecían. No obstante, la versión más aceptada indica que fue constituida por las familias de los empleados de la Compañía Productora de Tanino Z, establecida en 1917, como parte del proceso de industrialización del Chaco en torno a la explotación de los bosques nativos de quebracho.

## Vías de comunicación
La principal vía de acceso es la avenida San Martín, ésta nace desde la rotonda que vincula a la avenida Castelli y Mosconi. Hacia el sur la ruta provincial 62 (de tierra) llega hasta el balneario del Paranacito.
Las vías del ferrocarril General Belgrano llegan hasta la localidad como vestigios de su pasado industrial. Sobre el riacho Barranqueras existen una serie de muelles privados, destacándose la provisión de combustible que llegan a todas las provincias del Noroeste y el Nordeste.

## Economía

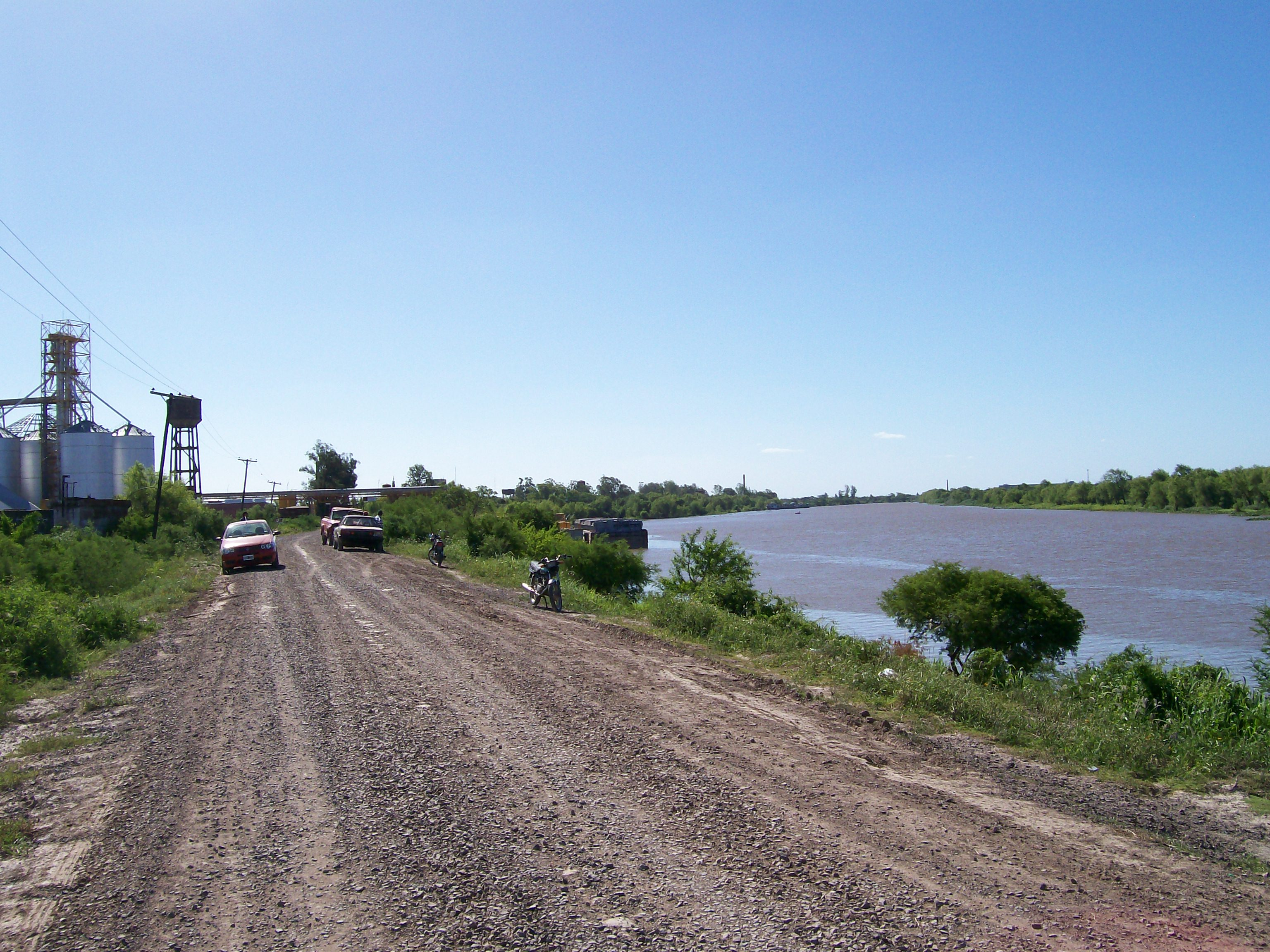
Muelle privado sobre el riacho Barranqueras.

Hay varias industrias que ocupan muelles privados sobre el riacho Barranqueras. Una de las más importantes es una fundición de plomo y plata que procesa minerales provenientes de Jujuy.

## Demografía

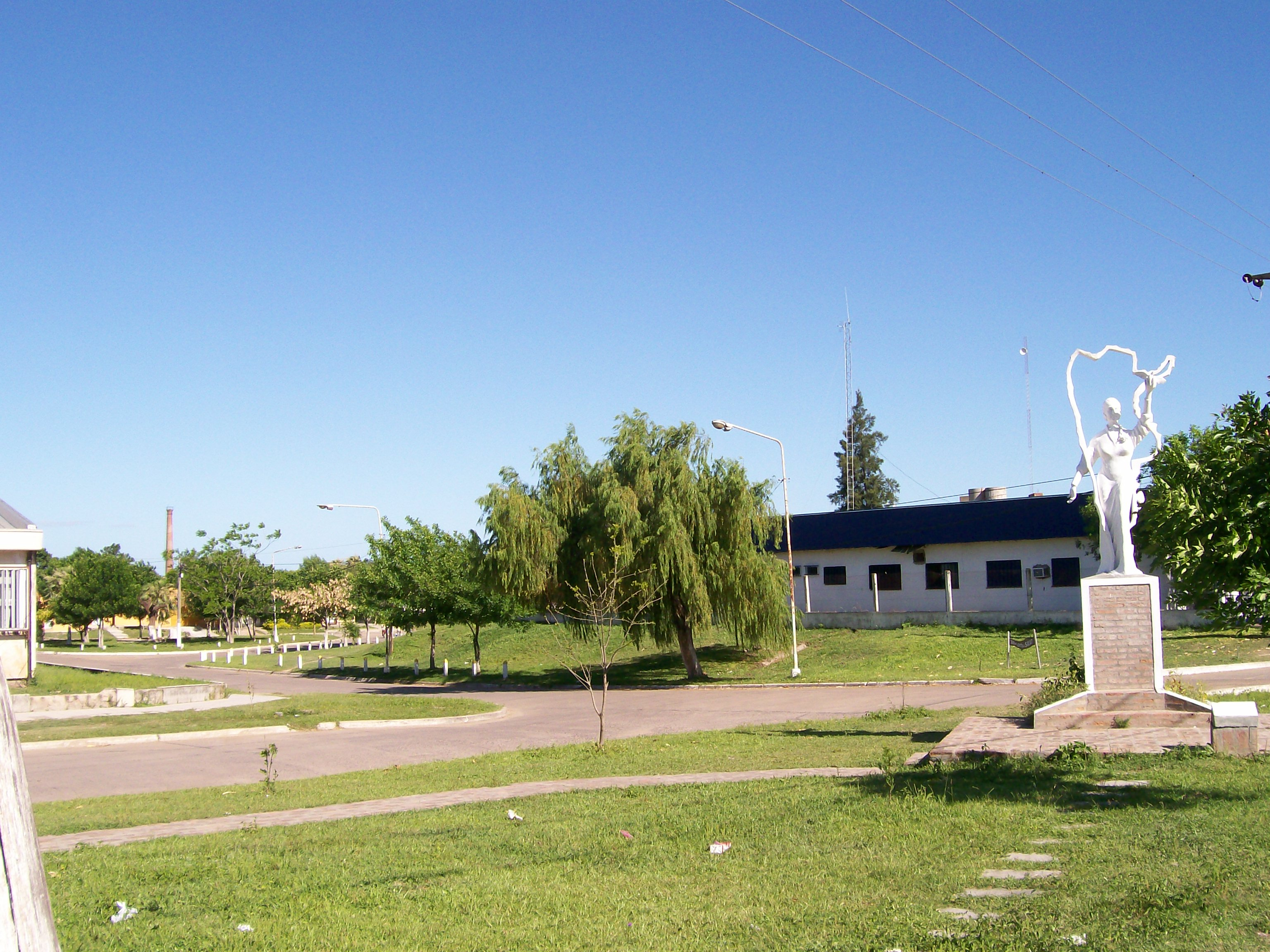
Estatua de Eva Perón en el acceso principal a Vilelas.

Cuenta con 8,278 habitantes (Indec, 2010), lo que representa un incremento del 8,6% frente a los 7,617 habitantes (Indec, 2001) del censo anterior. En el municipio el total ascendía a los 8,455 habitantes (Indec, 2001).Vilelas es la localidad menos poblada de las cuatro que integran el Gran Resistencia, hecho relacionado con la escasa superficie habitable de la comuna.
| Gráfica de evolución demográfica de Puerto Vilelas entre 1980 y 2010 |
|                                                                      |
| Fuente: Censos nacionales del INDEC                                  |